# Flatbush Zombies
Flatbush ZOMBiES (рус. «Флэтбуш Зомбис») — хип-хоп-группа из Флэтбуша, Бруклин. Состоит из трёх участников: Мичи Дарко, Зомби Джус и Эрик Арк Эллиотт.
Flatbush Zombies сотрудничали с такими исполнителями как ASAP Rocky, ASAP Ant, Skepta, RZA, Денни Брауном, The Underachievers, Joey Bada$$, Juicy J, Джоэлем Ортисом, Snoop Dogg, Kilo Kish и Action Bronson.

## Карьера
Эрик пришёл в группу в конце 2010 года, но втроём они впервые выступили только в январе 2012 года в бруклинском клубе «Southpaw». В том же месяце группа разместила клип на трек «Thug Waffle», после чего быстро стала популярной.
Выступали на North Coast Music Festival, фестивале в Роскилле, «Paid Dues» и «South by Southwest».
24 июля 2012 года вышел микстейп «D.R.U.G.S.» (Death and Reincarnation Under God’s Supervision) (рус. Смерть и реинкарнация под присмотром всевышнего).
29 июля 2013 года группа анонсировала второй микстейп «BetterOffDEAD». Он вышел 11 сентября того же года. Микстейп занял 17 место в списке лучших микстейпов года журнала «XXL».

## Дискография
Альбомы
| Название                                                                   | Описание                                                                                      | Высшая позиция | Высшая позиция | Высшая позиция | Высшая позиция | Высшая позиция | Высшая позиция | Высшая позиция | Высшая позиция | Высшая позиция | Высшая позиция | Сертификация |
| Название                                                                   | Описание                                                                                      | US             | US R&B         | US Rap         | AUS            | CAN            | FRA            | GER            | NZ             | SWI            | UK             | Сертификация |
| -------------------------------------------------------------------------- | --------------------------------------------------------------------------------------------- | -------------- | -------------- | -------------- | -------------- | -------------- | -------------- | -------------- | -------------- | -------------- | -------------- | ------------ |
| 3001: A Laced Odyssey                                                      | - Выпущен: 11 марта 2016 - Лейбл: The Glorious Dead - Формат: CD, цифровая дистрибуция, винил | 10             | 2              | 2              | 39             | 13             | 179            | 72             | 27             | 29             | 105            |              |
| Vacation In Hell                                                           | - Выпущен: 6 апреля 2018 - Лейбл: The Glorious Dead - Формат: CD, цифровая дистрибуция, винил | 11             | 9              | 8              | 59             | 13             | —              | —              | 33             | 44             | —              |              |
| «—» означает, что альбом не попал в чарт или не издавался в данной стране. |                                                                                               |                |                |                |                |                |                |                |                |                |                |              |

Микстейпы
- D.R.U.G.S.(2012)
- BetterOffDEAD (2013)